# 婁九德
婁九德（1572年—？），字仰舜，號虞廷，贵州普定卫（今安順市）官籍，浙江嘉兴县人，明朝政治人物。

## 生平
萬歷三十一年（1603年）癸卯科貴州鄉試举人，三十五年（1607年）丁未科三甲一百八名進士。户部观政，本年十月授洛阳知县，三十六年改浙江教授，三十八年升国子监助教，四十年升工部主事。四十四年由工部郎出任萊州府知府，四十七年升湖廣副使，天啓二年（1622年）升四川参政，五年升广西按察使，六年升雲南右布政使，七年轉左布政使。

## 家族
曾祖婁璵。祖父婁應和。父婁東。母施氏。永感下。兄婁九階（百户）、婁九成（知县）、婁有光。